# Карелия (издательство)
«Каре́лия» — российское государственное региональное издательство в Петрозаводске, основанное как кооперативное издательство «Кирья» в 1923 году для выпуска книг на финском языке и национализированное в 1931 году. Несколько раз меняло название; современное название получило в 1969 году. Выпускает печатную продукцию на русском, карельском и финском языках. К началу 1990-х годов ежегодный выпуск составлял свыше 100 книг общим тиражом более 5 млн экземпляров; в последующие годы объёмы издательской продукции сократились.

## История
Издательство «Кирья» (фин./карел. Kirja — книга) было основано в июле 1923 года как кооперативное издательство, выпускающее книги на финском языке. Председателем правления издательства был Т. К. Алавирта. 1 января 1931 года было реорганизовано (фактически национализировано) в государственное издательство «Кирья» Центрального исполнительного комитета Карельской АССР и Ленинградского облисполкома с двумя отделениями в Петрозаводске и Ленинграде и стало выпускать книги на русском, карельском и финском языках. В 1936 году ленинградское отделение было ликвидировано, а само издательство в ноябре 1937 года было реорганизовано в Карельское государственное издательство. 
В 1940 году, после образования Карело-Финской ССР, издательство было переименовано в Государственное издательство КФССР. После преобразования в 1956 году Карело-Финской ССР в Карельскую АССР, издательство было переименовано в Госиздат КАССР, а затем в Карельское книжное издательство. В 1969 году получило современное название «Карелия», правовая форма с 2003 года — Государственное унитарное предприятие Республики Карелия «Издательство „Карелия“».
Со времени национализации в 1931 году издательство стало универсальным — выпускало литературу самой разнообразной тематики на русском и финском языках для самых разных категорий читателей. Литература на финском языке распространялась главным образом в Ленинградской области. С началом Второй мировой войны на территории СССР и Карело-Финской ССР издательство не прекращало работу, и тема войны стала для него одной из основных. Уже 12 августа 1941 года была подписана в печать книга «Герои Великой Отечественной войны» с очерками и корреспонденциями фронтовых журналистов. После окончания войны военная тема осталась для издательства профильной, но стала более фундаментальной, науконизированной. В издательстве вышли исследования, сборники документов, книги воспоминаний: «Карелия в годы Великой Отечественной войны», «Незабываемое», «За линией Карельского фронта» Г. Н. Куприянова, «Героизм народа в дни войны» П. С. Прокконена, «В грозные годы», «Героям Родины — слава!», фотоальбом «Это было на Карельском фронте» и др.
По истории Карелии были выпущены такие фундаментальные исследования как «Очерки истории Карелии» (в двух томах), «Карелы Карельской АССР», «Происхождение карельского народа» Д. В. Бубриха, «Приписные крестьяне Карелии в XIII—XIX вв.» Я. А. Балагурова, «Переселение карел в Россию в XVII в.» А. С. Жербина и др. Издавались сборники архивных документов, научно-популярные издания по карельской истории и книги для школьников. Экономика края также освещалась как научными исследованиями («Производительные силы Карелии», «Лесной комплекс Карелии», «Эффективность использования древесного сырья» и др.), так и популярными пособиями по домашнему хозяйству, садоводству, огородничеству.
Среди книг по культуре и искусству выделяются издания карело-финского поэтического эпоса «Калевала» на языке оригинала и русском языке. С 1935 года, 100-летия первого издания «Калевалы», издательство выпустило несколько переизданий, к иллюстрированию которых привлекались высококлассные художники — Валентин Курдов, Мюд Мечев, Алиса Порет, Георгий Стронк, Тамара Юфа. В 1998 году издательство осуществило принципиально новый перевод эпоса Эйно Киуру и Армаса Мишина (иллюстрировали новую книгу Тамара Юфа и Маргарита Юфа), который выдержал четыре издания (1998, 1999, 2001, 2006). Также «Карелия» издала несколько десятков книг, посвящённых устному народному творчеству: «Кантелетар», «Карело-финские эпические песни», «Избранные руны» А. Перттунена, «Карельские причитания», «Причитания» Ирины Федосовой, «Песни, собранные П. Н. Рыбниковым», «Былины Пудожского края» и др. C 1970 года эмблемой издательства является изображение «Сосны Лённрота».
В издательстве «Карелия» были изданы первые книги карельских писателей Эмиля Парраса, Хильды Тихля, Оскара Иогансона, Ялмари Виртанена, Леа Хело, Виктора Чехова, Александра Линевского. После Второй мировой войны выпуск книг карельских писателей увеличился как по тиражам, так и по репертуару — были изданы книги Дмитрия Гусарова, Антти Тимонена, Яакко Ругоева, Ортьё Степанова, Виктора Соловьёва, Николая Лайне, Марата Тарасова, Армаса Мишина и др. Лучшие тексты писателей Карелии составили издательскую серию «Библиотека северной прозы». В переводе на финский язык были изданы «Слово о полку Игореве», романы и повести Александра Пушкина, Николая Гоголя, Максима Горького, Алексея Николаевича Толстого, Михаила Шолохова, Иоганна Вольфганга фон Гёте, Виктора Гюго, Марка Твена.
Ежегодные тиражи книг для детей составляли миллионы экземпляров. Помимо мировых детских бестселлеров, выходили карельские и русские сказки и избранные произведения советской детской литературы. К иллюстрированию книг привлекались как лучшие карельские художники, так и другие советские графики: Николай Кочергин, Борис Воронецкий, Пётр Луганский, Савва Бродский, Орест Верейский, Валентин Курдов, Мюд Мечев, Георгий Стронк, Николай Брюханов, Тамара Юфа, Александр Семяшкин, Алексей Авдышев, В. Чиненов, Сергей Чиненов, Олег Чумак, Борис Акбулатов, Виктор Наконечный, Николай Трухин и др. К выпуску традиционных учебников и учебных пособий на рубеже XXI века добавились учебники карельского и вепсского языков.
Как в любом региональном издательстве, в «Карелии» выходит краеведческая литература; также издаются художественные альбомы. К началу 1990-х годов ежегодный выпуск составлял свыше 100 книг общим тиражом более 5 млн экземпляров. В последующие годы объёмы издательской продукции сократились.

## Директора
- Р. П. Хаккарайнен[5]
- С. И. Лобанов[3]
- И. Н. Леонов[3]
- И. Л. Осипов[3]

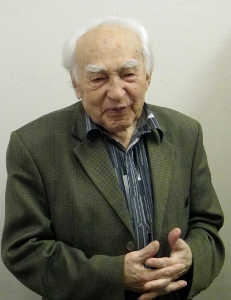
Давид Генделев — главный редактор издательства «Карелия» в 1959—1983 годах. Фотография 2011 года

- Николай Григорьевич Червов (1915—2008)[3][6]
- Г. А. Фролов[3]
- О. М. Стрелков[3]
- А. А. Макаров[3]
- А. В. Архипов[3]
- Т. Н. Соколова[3]
- 2004—2010 — Алексей Арикович Макаров[3][7]

## Главные редакторы
- 1938 — Вяйне Викторович Такала[8]
- 1959—1983 — Давид Захарович Генделев (1920—2016)[9]